# Снупі
Снупі — антропоморфний бігль у коміксі «Арахіс» Чарльза М. Шульца. Його також можна зустріти у всіх фільмах «Арахіс» і телевізійних випусках. З моменту свого дебюту 4 жовтня 1950 року Снупі став одним із найбільш впізнаваних і знакових персонажів у коміксах і вважається більш відомим, ніж Чарлі Браун у деяких країнах. Оригінальні малюнки Снупі були натхненні Спайком, одним із дитячих собак Шульца.

## Риси
Снупі — відданий, творчий і добродушний бігль, який схильний уявляти фантастичні життя, зокрема бути письменником, студентом коледжу, відомим як «Джо Кул», адвокатом і асом Першої світової війни . Він, мабуть, найбільш відомий в цій останній іпостасі, одягнений у шолом авіатора, окуляри та шарф із пихатою палицею (як стереотипний офіцер британської армії Першої та Другої світових воєн).
Але в цілому він виявляє велику любов, турботу і відданість своєму господареві (хоча він навіть не пам'ятає його імені і завжди називає його «овалоголовий малюк»). У коміксах 1990-х та 2000 х років він одержимий печивом, особливо шоколадним різновидом. Цей та інші випадки, коли він їсть великі шоколадні страви та закуски, демонструють стійкість до теоброміну, нечувану для інших собак.
Всі його фантазії мають схожу формулу. Снупі прикидається чимось, зазвичай «всесвітньо відомим», і зазнає невдачі. Його короткі «романи» ніколи не публікуються. Його Sopwith Camel постійно збиває його уявний суперник, німецький ас «Червоний барон». Шульц сказав про персонажа Снупі в інтерв'ю 1997 року: «Він змушений піти у свій химерний світ, щоб вижити. Інакше він веде нудне, жалюгідне життя. Я не заздрю собакам, яким їм доводиться жити»
Окрім невербальних звуків, він час від часу вимовляє «Вау». Його дуже сформульовані думки показані в кульках. У мультфільмах «Арахіс» і телевізійних випусках думки Снупі не висловлюються. Натомість його настрій передається за допомогою стогонів, зойків, гарчання, ридань, сміху та односкладових висловлювань, таких як «bleah» або «hey», а також за допомогою пантоміми. Його вокальні ефекти зазвичай забезпечував Білл Мелендес, який вперше зіграв цю роль під час появи Снупі на Шоу Ерні Форда Теннессі. Єдиним винятком є анімаційні екранізації мюзиклів «You're a Good Man», і Снупі!!! Мюзикл, у якому Роберт Тауерс і Кемерон Кларк висловлюють думки Снупі відповідно. (Однак його діалог не «чують» інші персонажі, окрім птаха Вудстока та інших нелюдських персонажів; проте він пам'ятає ім'я Чарлі Брауна).
Собача будка Снупі кидає виклик фізиці, і показано, що всередині вона більша, ніж зовні.